# جويل كامينز
جويل كامينز (بالإنجليزية: Joel Cummins)‏ هو موسيقي أمريكي، ولد في 12 يناير 1975 في لا غرانت في الولايات المتحدة.

## وصلات خارجية
- جويل كامينز على موقع ميوزك برينز (الإنجليزية)